# Виноградова, Ольга Игоревна
Ольга Игоревна Виноградова — российский физик-теоретик, физикохимик и механик, доктор физико-математических наук, член Academia Europaea, заведующая лабораторией физико-химии модифицированных поверхностей ИФХЭ им. А. Н. Фрумкина РАН, профессор физического факультета МГУ.

## Биография
Родилась 28.01.1964 в Москве.
В 1980 году поступила и в 1985 окончила Московский институт стали и сплавов с красным дипломом. Во время учебы избиралась депутатом Моссовета 18-го созыва (1982—1985), получала Ленинскую стипендию (1982—1985). В 1988 г. закончила очную аспирантуру МИСиСа и защитила кандидатскую диссертацию (1989).
В 1989 г. начала работать младшим научным сотрудником в группе члена-корреспондента АН СССР (позже — академика РАН) Б. В. Дерягина в лаборатории физико-химии модифицированных поверхностей ИФХЭ им. А. Н. Фрумкина РАН. Уже с 1992 она возглавляет эту лабораторию, став одним из самых молодых завлабов в истории РАН.
Доктор физико-математических наук (2000).
В 2000—2006 С3-профессор, заведующая отделом «Colloid and Interface Science» Института полимерных исследований Общества Макса Планка.
С 2009 работает профессором физического факультета МГУ (по совместительству), где читает курс «Коллоидные системы». В том же году вошла в состав редколлегии «Коллоидного журнала».
С 2017 является членом диссертационного совета МГУ.01.03 механико-математического факультета МГУ.

## Научная деятельность
Область научных интересов: физика «мягких» систем (soft matter), микрофлюидика и нанофлюидика, смачивание, коллоидные взаимодействия, адгезия, механика микрокапсул и микрогелей.
Наиболее известна своими работами по гидродинамическим и электрогидродинамическим граничным условиям скольжения на границе жидкости с твердым телом. Она показала, как граничные условия уравнений течения жидкости отражают такие свойства твердой поверхности, как гидрофобность, шероховатость, супергидрофобность, анизотропия. Эти работы открыли новые возможности для снижения гидродинамического сопротивления и манипуляции потоками жидкости/частицами в устройствах «лаборатория на чипе». Они также привели к новой интерпретации дзета-потенциала в электрокинетике, позволившей разрешить противоречия, существовавшие в литературе прошлого века.
О. И. Виноградова опубликовала более 100 научных статей, включая многочисленные публикации в Physical Review Letters, Journal of Fluid Mechanics, Physical Review (E и Fluids), Journal of Chemical Physics и других журналах. Общее цитирование превышает 5000, индекс Хирша превышает 40.

## Научные стипендии, награды, звания
- В 1993—1994 получала государственную научную стипендию Президента Российской Федерации.
- В 1998—2000 — стипендиат фонда Александра фон Гумбольдта (Майнцский университет).
- В 2007—2008 — стипендия города Парижа для ученых высокого уровня (ESPCI).
- В 2012 избрана членом Academia Europaea (секция физических и инженерных наук).

## Общественно-политическая деятельность
- В 1982—1985 — депутат Моссовета 18-го созыва, член комиссии по делам молодежи
- В 2017—2018 — член Совета по науке Министерства образования и науки Российской Федерации